# Euphyia corrivulata
Euphyia corrivulata là một loài bướm đêm trong họ Geometridae.